# 透明叶假瘤蕨
透明叶假瘤蕨（学名：Phymatopteris pellucidifolia）为水龙骨科假瘤蕨属下的一个种。

## 扩展阅读
- 維基物種上的相關：透明叶假瘤蕨